# Bartoloměj Michal Zelenka
Bartoloměj Michal Zelenka (30. července 1633 Soběslav – 9. května 1711 Brandýs nad Labem) byl český katolický kněz, náboženský spisovatel a hudebník.

## Život
Bartoloměj Michal Zelenka se narodil 30. července 1633 v Soběslavi do rodiny koželuha Řehoře Zelenky. Absolvoval vysokou školu právnickou, na které se naučil latinu. Zprvu působil jako kaplan v Jindřichově Hradci. V roce 1673 se stal děkanem v Soběslavi a 16. října 1680 byl přeložen do Tábora.
V Táboře se kromě duchovní činnosti věnoval hudebnímu skladatelství, hrál divadlo s náboženskou tematikou a vyučoval místní studenty. Během jeho působení v Táboře bylo dostavěno děkanství, Dále se snažil zřídit místní gymnázium. Známým se stal kritizování nedostatečně oděných žen.
Představiteli města byl kritizován a jeho zavedené změny nebyly podporovány. Proto se dne 19. dubna 1682 z města odstěhoval. Táborští obyvatelé jej v dopisech žádali o návrat, ale on odmítl. Na jeho pozici nastoupil 27. dubna 1682 jistebnický kněz Jakub Xaver Černohorský.
V říjnu téhož roku nastoupil jako děkan v Brandýse nad Labem a následně byl jmenován kanovníkem ve Staré Boleslavi. V roce 1699 byla za jeho patronace založena kongregace Navštívení Panny Marie.
Poslední roky života trpěl kolikou, dušnatostí, záněty, horečkami a především nespavostí. Velmi jej poznamenala smrt několika jeho přátel a synovce Matouše. Především se zaměřil na studijní výsledky svých třech synů. Zemřel 9. května 1711 v Brandýse nad Labem ve věku 77 let. Pohřben byl na místním hřbitově.

## Dílo
Vedl si vlastní deník, psal úřední a soukromé korespondence, matriky a církevní knihy. Mezi jeho knihy patří Katechismus in phylera explicata (1692), český překlad Života sv. Václava (1699), Librum propositorum (1699), nebo dílo Logicos (1701).
Rovněž psal meteorologické záznamy, které byly vydány po jeho smrti, s názvem Meteorologické záznamy děkana Bartoloměje Michala Zelenky z Čech z let 1680–1682, 1691–1694 a 1698–1704 (2001).